# Abbigliamento

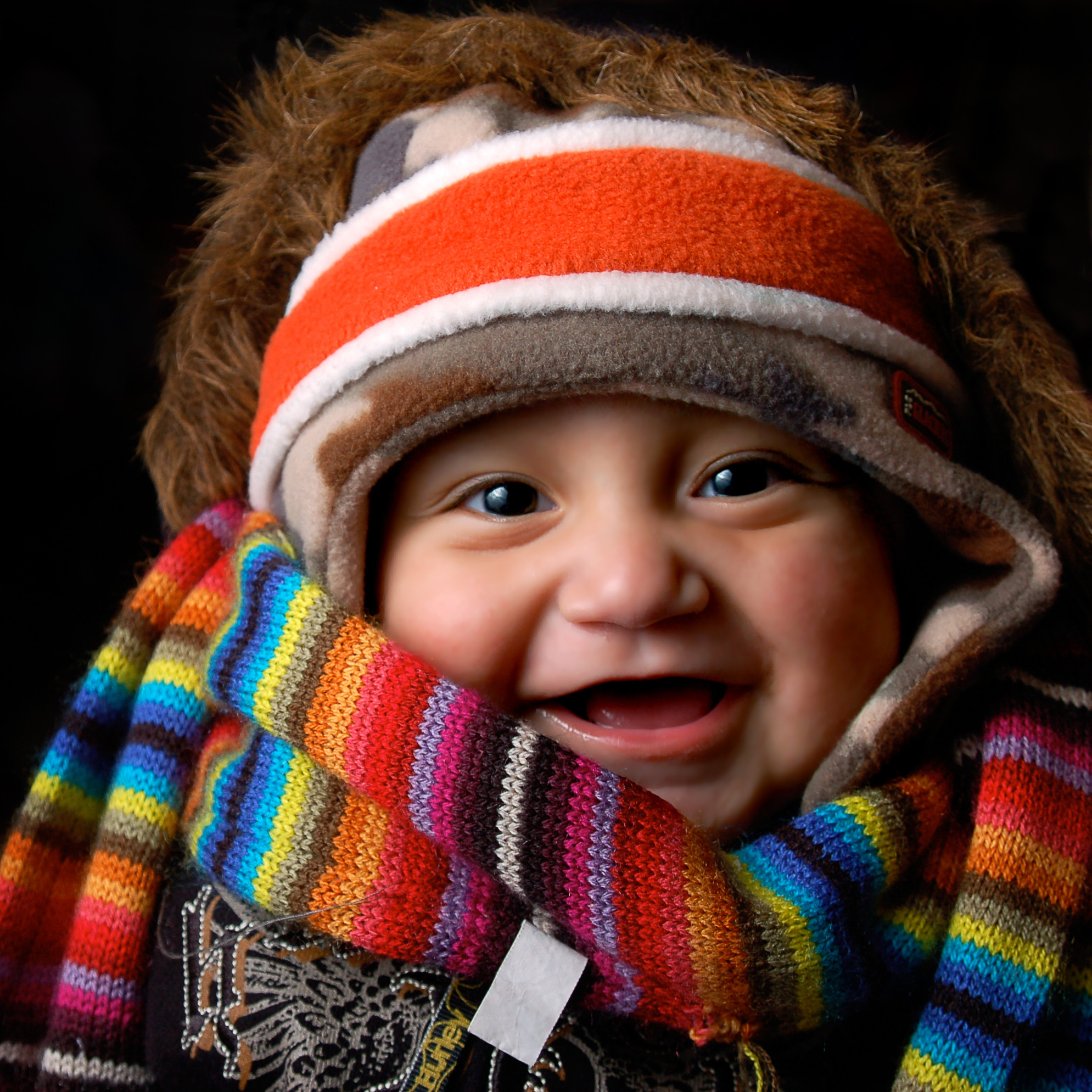
Un bambino con addosso alcuni capi tipicamente invernali

L'abbigliamento è ogni indumento indossato da qualcuno, e in generale il modo di vestire che combina questi ultimi con altri elementi (trucco, capigliatura, accessori), definendo l'aspetto esteriore di una persona o di un insieme di persone.
Gli esseri umani sono i soli tra i mammiferi che indossano vestiario, a eccezione degli animali domestici, talvolta vestiti dai loro proprietari.
Ciascun articolo d'abbigliamento ha un significato culturale e sociale (marcatore sociale). In esso si condensano alcune funzioni tramandate o evolutesi nel tempo: quella pratica legata alla vestibilità; quella estetica legata al gusto dell'epoca e a canoni specifici delle diverse comunità; quella simbolica grazie alla quale l'abito può definire l'appartenenza ad una particolare comunità e nello specifico identificare lo status sociale, civile e religioso.
La storia dell'abbigliamento, ovvero degli indumenti e accessori che hanno vestito la persona umana nel corso dei secoli, può essere inquadrata sia da un punto di vista antropologico-etnografico, dal momento che documenta l'evoluzione del costume, sia da un punto di vista socio-economico come prodotto dell'industria tessile, legato allo sviluppo tecnologico, della moda e del consumo. Degli abiti si possono quindi studiare le materie prime impiegate, le tecniche di realizzazione, gli aspetti estetici e quelli simbolici, i fattori economici e le gerarchie sociali.

## Storia

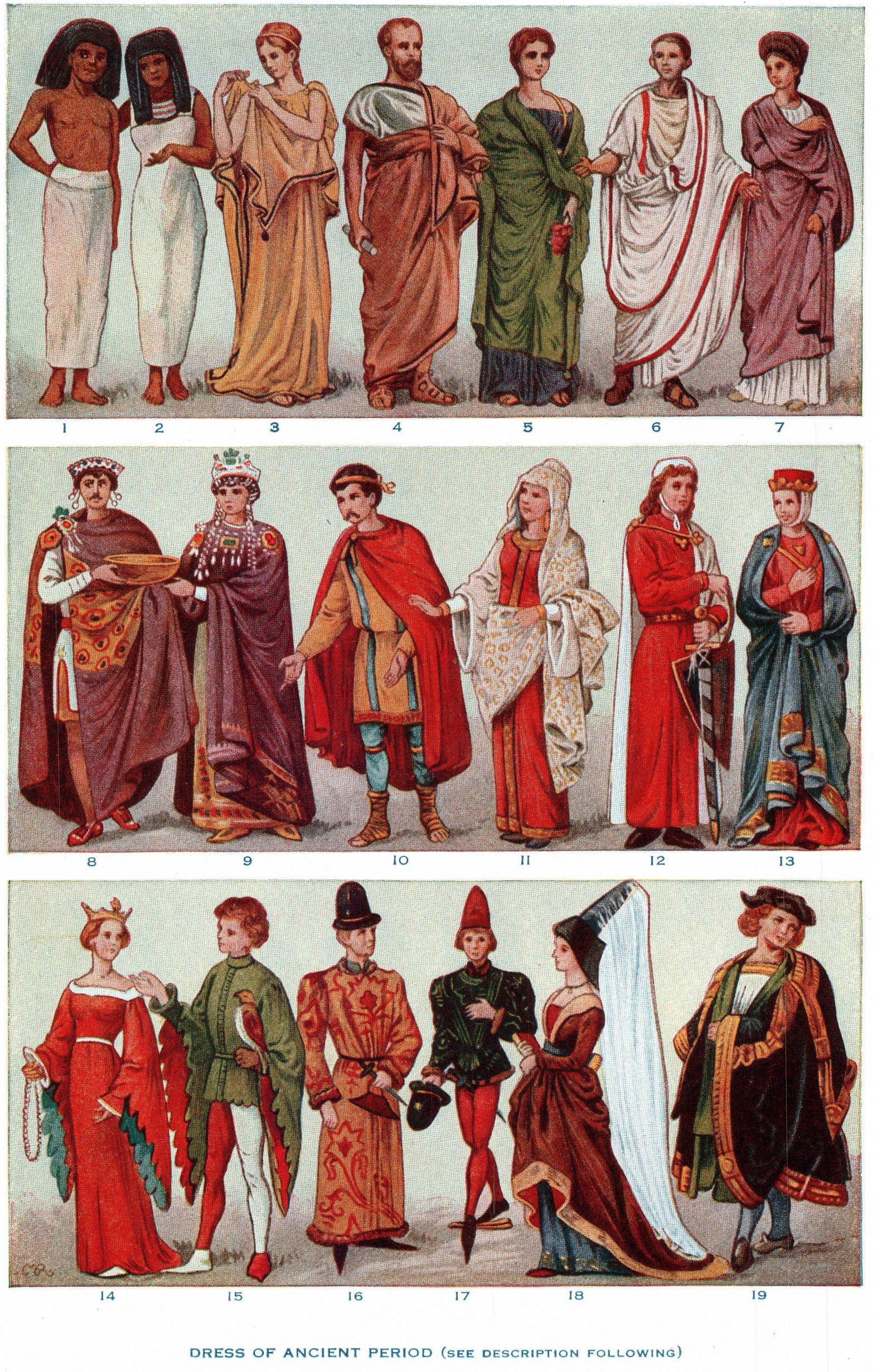
L'evoluzione dell'abbigliamento e della moda nella storia

L'abbigliamento nasce in tempi preistorici per rispondere a esigenze di tipo utilitaristico. Gli esseri umani sono infatti una delle poche specie di mammiferi privi di peli, e per questo i vestiti svolgono un ruolo importante nella protezione del corpo umano dai pericoli ambientali, come freddo, pioggia e sole. L'abbigliamento può anche fungere da barriera per insetti, sostanze tossiche, armi e altri rischi alla sicurezza personale.

### Prime apparizioni dell'abbigliamento
Non vi sono prove dirette dell'utilizzo di indumenti nel Pleistocene superiore e nelle epoche precedenti: infatti le pelle di animali, che costituivano il materiale principale dei primi oggetti di abbigliamento, si degradano rapidamente nel tempo. Esistono tuttavia delle evidenze indirette, come i rudimentali strumenti in pietra, realizzati con la tecnica della pietra scheggiata, atti con ogni probabilità alla trasformazione delle pelli in indumenti: il più antico ritrovamento di questo tipo di utensile risale a 780 000 anni fa. Alcuni scavi archeologici effettuati in Marocco, presso la Grotta dei Contrabbandieri, hanno portato alla luce circa 60 utensili in osso, oltre ad uno ricavato dalla dentatura di un cetaceo, impiegati per la creazione di pelli e pellicce risalenti ad un periodo compreso tra i 90 000 e i 120 000 anni fa. Questi strumenti non costituiscono però una prova certa dell'utilizzo di indumenti, visto che le pelli venivano utilizzate anche per altri usi. Ritrovamenti archeologici di punteruoli e aghi d'osso, rispettivamente a partire da 76 000–71 000 e 37 000–40 000 anni fa, rappresentano una prova più convincente della manifattura di indumenti complessi da parte dei primi esemplari di homo sapiens. Non è chiaro invece se gli uomini di Neandertal si servissero di vestiti, e se indossassero solamente mantelli o anche altri indumenti.
La ragione fondamentale per cui gli esseri umani cominciarono a lavorare le pelli, per poi indossarle, è da ricercarsi nella necessità di coprire il corpo, nudo e più fragile rispetto ad altri animali, dalle intemperie. Infatti, quando la temperatura dell'aria è inferiore ai 35 °C, la superficie del corpo umano è più calda dell'ambiente circostante e perciò rilascia calore. I vestiti rallentano questo processo, creando un microclima di aria calda attorno al corpo. Alcuni studiosi ritengono che l'invenzione dell'abbigliamento sia associata alla perdita del pelo da parte dei primi esseri umani, cosa che li rese meno vulnerabili a pidocchi e altri parassiti. Uno studio sulla evoluzione genetica del pidocchio del corpo, che attacca le uova alle fibre dei vestiti, e la sua divergenza con il pidocchio del capo, ha permesso di datare l'utilizzo regolare di capi di abbigliamento a partire da almeno 83 000 anni fa e possibilmente a partire da 170 000 anni fa.

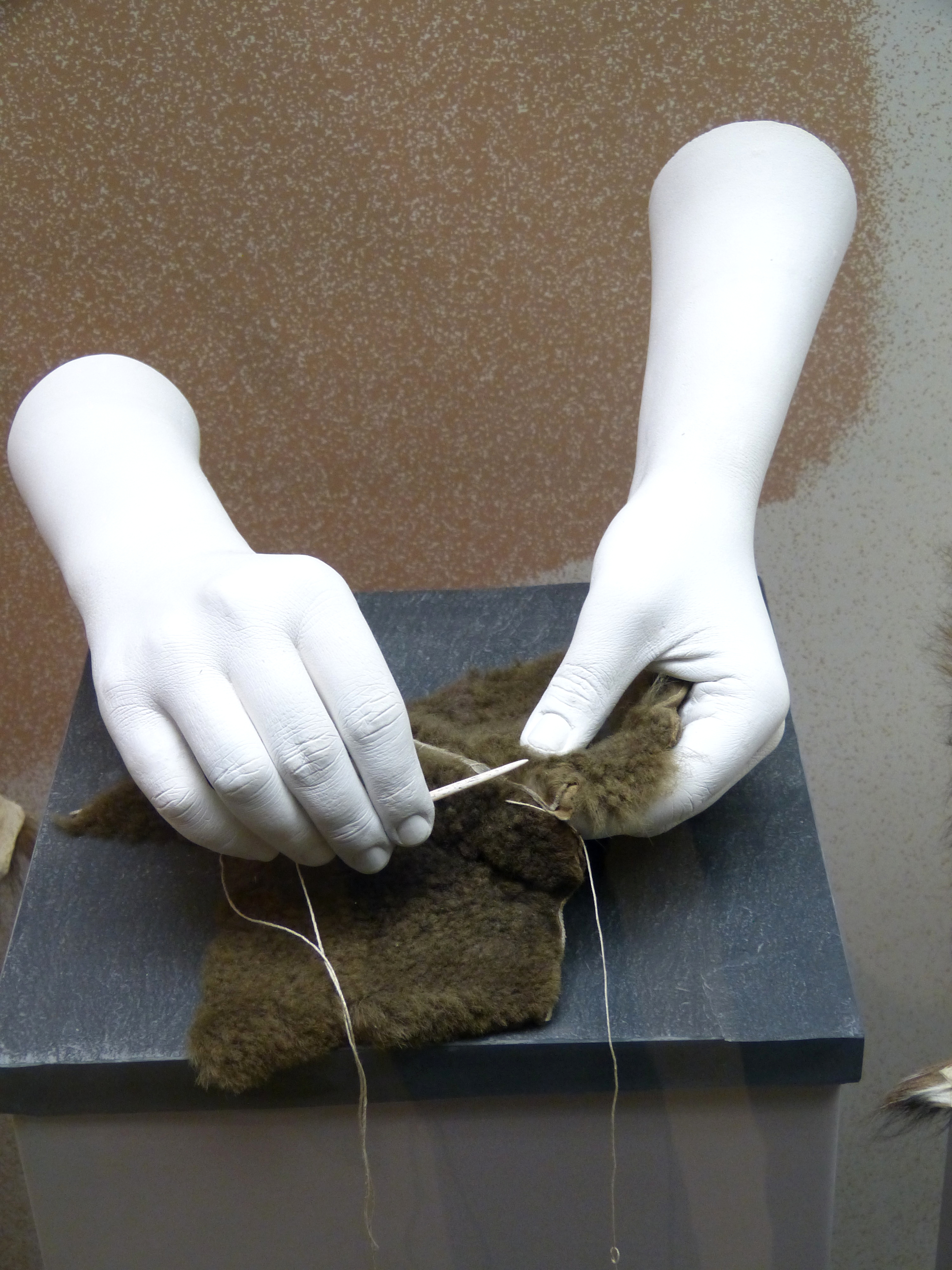
Rappresentazione di tecniche di cucitura del paleolitico presso il Museo della preistoria e della storia antica della Turingia, Weimar.

Inizialmente i vestiti erano semplici di struttura, formati da un solo strato di pelle o pelliccia indossato come un mantello. Questo tipo di abbigliamento non era aderente al corpo e lasciava perciò il corpo esposto al vento. Realizzati con raschietti di pietra o in alcuni casi da gusci di animali, i vestiti di tipo semplice non venivano indossati tutto l'anno, ma solamente in caso di basse temperature.
Le prime tracce di utensili atti alla realizzazione di indumenti complessi, come lame, punteruoli e aghi, apparvero in Africa meridionale all'incirca 75 000 anni fa, durante uno stadio isotopico marino (ISM 4) che comportò un forte raffreddamento delle temperature. Da qui il bisogno di realizzare indumenti aderenti, da indossare tutto l'anno e composti da più strati, in modo da garantire un maggior isolamento termico. L'utilizzo di questo tipo di vestiti permise a homo sapiens di spostarsi in regioni più fredde in Europa e in Cina settentrionale all'incirca 45 000 anni fa. Nel 1991 l'eccezionale ritrovamento della mummia del Similaun, risalente a 5 300-5 200 anni fa, rivelò che le pelli potevano anche essere finemente lavorate (si veda la sopravveste a strisce di colori contrastanti, unite da fitte e regolari cuciture fatte con tendini animali) e declinate in capi d'abbigliamento ben differenziati: l'uomo del Similaun possedeva un berretto, dei pantaloni, un perizoma, delle calzature imbottite a forma di stivale e forse addirittura una mantella parapioggia.
L'utilizzo di vestiti più complessi portò a degli importanti cambiamenti anche a livello sociale e culturale: infatti, le popolazioni che indossano saltuariamente indumenti semplici, come gli aborigeni australiani, non attribuiscono ai loro indumenti un significato culturale particolare, bensì decorano direttamente il proprio corpo tramite pitture o scarificazioni sulla pelle. Al contrario, le popolazioni che iniziarono a indossare vestiti in maniera permanente, presero a ornare i propri indumenti invece del loro corpo. In aggiunta, il sistema termoregolatore umano si abituò alla presenza di vestiti, e a livello culturale si sviluppò un senso del pudore riguardo alla nudità del corpo.

### Dall'invenzione della tessitura fino al I millennio a.C.

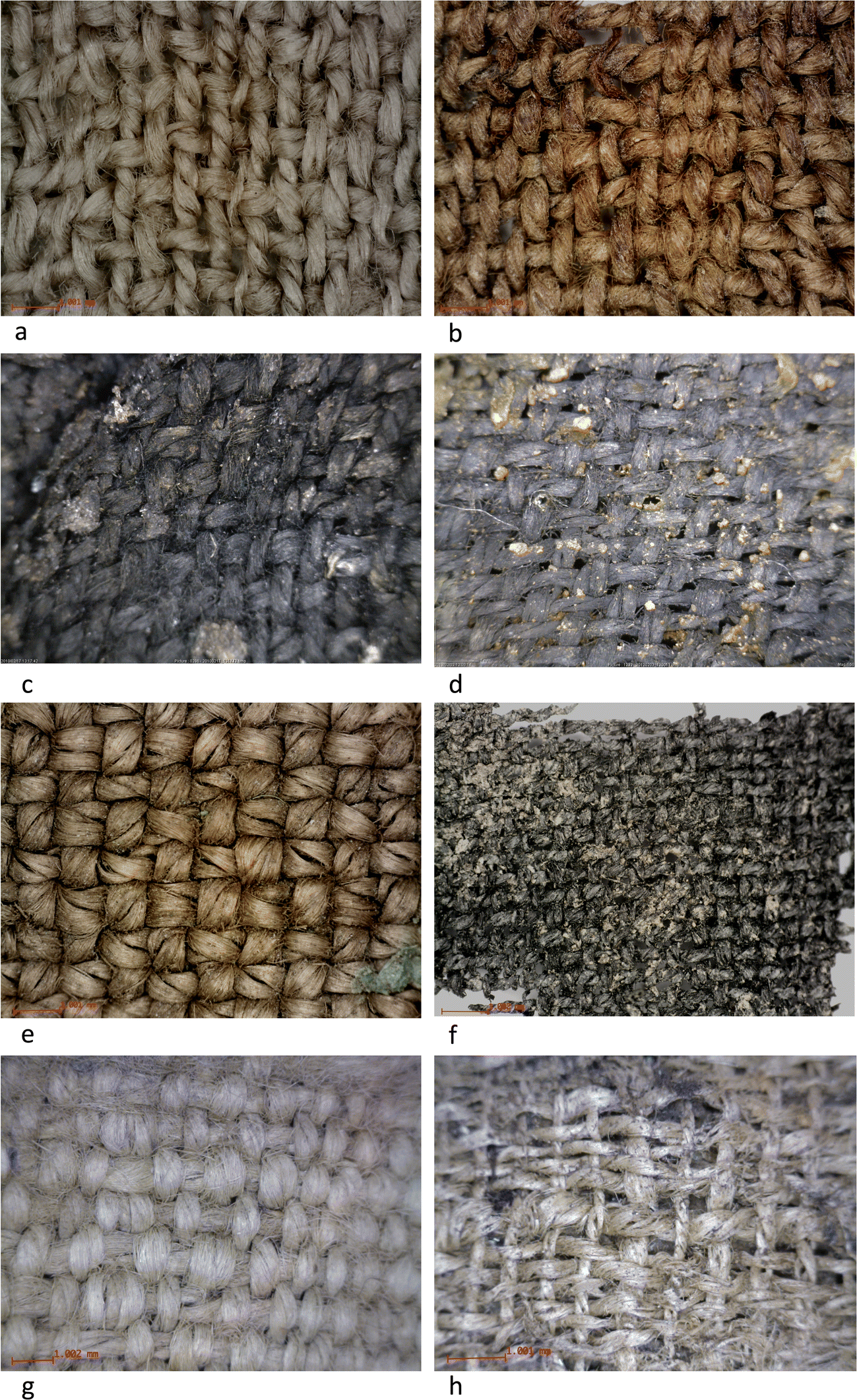
Micrografia di tessuti del periodo 4000–500 a.C. rinvenuti in varie località: (a) Tarkhan, Egitto; (b) Caverna del guerriero, Israele; (c) Lucone di Polpenazze, Italia; (d) Over Barrow, Regno Unito; (e) El Oficio, Spagna; (f) Must Farm, Regno Unito; (g) Tarquinia, Italia; (h) Corinto, Grecia.

Le prime tracce dell'uso di fibre risalgono a 30 000 anni fa, grazie a un ritrovamento di alcune fibre colorate di lino selvatico nella caverna di Dzudzuana in Georgia. Attorno a quel periodo sono state anche ritrovate statuette, come la Venere di Willendorf o la Venere di Lespugue, che sembrano reffigurare capi d'abbigliamento in tessuto. Tuttavia, i più antichi resti di tessuti, trovati nella Cueva del Guitarrero in Perù, sono più recenti e risalgono a 11 000 anni fa.
Il lino comune, derivato dalla specie selvatica Linum bienne, è una delle prime fibre utilizzate per la realizzazione di tessuti e la prima di cui è nota la coltivazione da parte dell'uomo. Il motivo per cui gli uomini del Neolitico iniziarono a utilizzare le fibre di lino e altre fibre liberiane selvatiche e domestiche non è ancora completamente chiaro, in parte a causa della scarsità di reperti archeologici diretti (tessuti) e della difficoltà di interpretare le prove indirette di lavorazione delle fibre (strumenti e dati paletnobotanici). Esistono tuttavia varie spiegazioni: una ipotesi associa la lavorazione di fibre e dei tessuti alla diffusione dell'agricoltura e alla nascita di comunità stanziali. Un'altra ipotesi è che l'utilizzo di fibre nella realizzazione di indumenti deriverebbe dal repentino passaggio dall'ultima era glaciale all'Olocene, che comportò un aumento delle temperature e dell'umidità: i vestiti in tessuto permettevano una migliore evaporazione del sudore rispetto alle pellicce. Inoltre, il cambio del clima causò l'estinzione o il declino di animali, come il mammut lanoso, la cui pelliccia veniva utilizzata per la fabbricazione di vestiti.
Inizialmente i fili utilizzati per i tessuti venivano realizzati tramite intreccio invece che tramite macerazione e filatura: le fibre venivano unite da un capo all'altro, con le estremità sovrapposte, e venivano poi arrotolate a mano. Successivamente si affermò la filatura, in cui una massa di fibre malleabili viene trasformata in un filato da cui vengono poi tessuti gli indumenti. Le prime prove archeologiche della filatura a mano del lino provengono dalle montagne del Caucaso a nord del Mar Nero, e risalgono al 28 000 a.C., ma reperti relativamente più recenti forniscono tracce della diffusione della filatura in varie regioni, tra cui Egitto, Iraq (Ittiti), Giappone, Siria, Turchia, Sudan e Svizzera. Nel 12 000 a.C. emerse in Egitto la tecnica del fuso a caduta, in cui il fuso era tenuto con la mano destra e girato in direzione della torsione, mentre con la mano sinistra i filamenti venivano tesi su una conocchia.
Assieme alla filatura si sviluppò anche la tessitura, ossia la creazione di tessuti intrecciando i fili su un telaio. I primi telai apparvero a partire dal VI millennio a.C. presso numerose popolazioni in diverse parti del mondo. Si ritiene che il più antico telaio sia il telao orizzontale a terra, il cui uso è documentato in Egitto, Arabia, Africa settentrionale e Liberia, ma venivano utilizzati anche il telaio a pesi e il telaio a due bracci. Tuttavia, poiché raramente i telai stessi si conservano abbastanza a lungo per essere ritrovati integri dagli archeologi, abbiamo principalmente prove indirette del loro uso, come i loro pesi di metallo o argilla, e rimane difficile capire quali modelli di telaio fossero effettivamente i più utilizzati.

### Cina, India e Antica Roma
Nel Mondo antico l'abbigliamento era costituito esclusivamente da oggetti filati di tessuto, e l'utilizzo di pelli di animale fu ben presto superato nella maggior parte delle comunità già a partire dal I millennio a.C. I tessuti utilizzati variano a seconda del luogo: ad esempio in Cina era assai sviluppata la produzione della seta, in India la canapa ed il cotone ed in Egitto il lino. In Europa occorre ricordare come i Fenici furono i primi a praticare la tintura dei tessuti, grazie alla scoperta del pigmento della porpora, ricavato dall'essiccazione del murice. A questo punto dell'evoluzione umana l'abbigliamento non era più visto esclusivamente come metodo per proteggersi da intemperie o altri agenti esterni, ma costituiva soprattutto un simbolo di appartenenza ad un gruppo (economico, religioso, politico, ecc.). I popoli mediterranei consideravano la porpora un bene di lusso ed i Fenici ottennero grossi guadagni vendendola alle altre popolazioni. Tra gli altri tessuti utilizzati nel mondo antico ricordiamo il cotone, la lana e il bisso.
L'Impero Romano con la sua grande espansione venne in contatto con gli usi ed i costumi di molte popolazioni, dalle quali importò l'utilizzo di alcuni tessuti per il vestiario quotidiano o riservato ai più ricchi. Vengono così confezionati abiti come la toga, la tunica ed il pallio. Dopo Roma la filatura e la tessitura di seta, lino e lana diventano comuni a gran parte delle comunità europee, in particolare quella Bizantina, grazie ai suoi rapporti privilegiati (data la collocazione geografica) con l'Oriente. Di queste tre fibre tessili la più diffusa in questo periodo fu certamente la lana, sia per ragioni economiche (l'allevamento di ovini era abbastanza diffuso) che funzionali (alta capacità termica della stessa).

### Abbigliamento nel Medioevo
Lo sviluppo del settore tessile conosce un fermento, almeno per quanto riguarda l'Europa, a partire dai primi secoli del I millennio d.C., grazie soprattutto ad una rinascita degli scambi commerciali sia tra le nazioni sia tra Oriente ed Occidente. In Italia l'importazione di tessuti era uno dei fattori che produssero più ricchezza per le repubbliche marinare, anche se assunse un certo rilievo anche il commercio interno, soprattutto per rifornire le città più ricche (Firenze, Palermo, Lucca, ecc.). L'abbigliamento di lusso o comunque con materiali pregiati rimase appannaggio delle classi nobiliari, delle corti di re e imperatori e dei ceti più abbienti (grandi commercianti, banchieri, ecc.). La qualità generale delle vesti comunque aumenta anche per le fasce di popolazione meno agiate, anche grazie all'adozione di strumenti che permettono una maggiore precisione nella sartoria: il ditale, gli aghi d'acciaio, le forbici a lame incrociate. Un altro importante fattore è l'inizio della diffusione, a partire dal XIV secolo, della biancheria.

### XV, XVI e XVII secolo
Seguendo una tendenza già presente in paesi come Francia ed Italia nei secoli precedenti, dal Quattrocento le figure sociali legate all'abbigliamento (sarti, tessitori, venditori di vestiti) acquisiscono sempre più potere economico (e quindi anche politico). Sul mercato dell'abbigliamento compaiono merletti, velluti pregiatissimi, calze, berretti, tessuti broccati, la cui produzione aumenta di pari passo con la crescita economica e tecnologica. Dal XVI secolo le corti di Francia e Spagna raggiungono e superano in splendore quelle italiane (Este, Medici): il fasto dell'abbigliamento diventa rappresentativo della ricchezza e del potere dei nobili. Il vestiario perde sempre di più, nei ceti medi e alti, la funzione pratica, diventando spesso puri ornamenti. Le corti seicentesche sono un esempio dell'evoluzione dell'abbigliamento: non solo i principi, ma anche i poeti, i ciambellani, le dame e le guardie vengono dotati di uniformi pregiatissime, colorate in modo variopinto e fatte con tessuti costosissimi.

### La rivoluzione industriale e l'Ottocento
Lo sviluppo dell'abbigliamento era andato di pari passo con quello della tecnologia tessile, in particolare con lo sviluppo dei telai: nel 1790, nell'ambito della Rivoluzione industriale, Joseph-Marie Jacquard inventa l'omonimo telaio, che permette di aumentare sia la precisione sia la velocità di produzione dei tessuti. L'evoluzione tecnologica si estende anche ai filatoi: tutto ciò attribuisce il primato nell'industria tessile ai paesi che per primi sono investiti dal fenomeno della rivoluzione industriale, tra tutti l'Inghilterra. Il mercato del vestiario conosce una crescita continua: la produzione tessile si meccanicizza e razionalizza assumendo notevoli dimensioni, rendendo l'industria dell'abbigliamento la più sviluppata del periodo.
Tra la fine del Settecento e l'Ottocento l'industria tessile è in grado di soddisfare le richieste, oltre che delle classi più abbienti, anche della media e bassa borghesia. Durante il XIX secolo cominciano ad apparire quei tipi di vestiti che sono utilizzati ancora oggi: aderenti al corpo, con le maniche, leggeri o pesanti, con stoffe prevalentemente scure. Il miglioramento delle condizioni igieniche, assieme a quelle economiche, permette ad una buona parte della popolazione europea e nordamericana di indossare la biancheria. Il 1842 è un'altra data fondamentale: John J. Greenough brevetta la macchina per cucire, con la quale gli indumenti possono essere confezionati con grande velocità, ed il risparmio di denaro che ne deriva fa sì che la produzione può assumere dimensioni ancora più vaste. L'industria dell'abbigliamento può adesso realizzare la produzione in serie dei vestiti, favorendo la creazione di centri industriali tessili e di grandi magazzini per la vendita dei loro prodotti. Successivamente, sia nell'Ottocento che nel secolo successivo, il perfezionamento della macchina per cucire permetterà di meccanizzare anche altre operazioni (ricamo, soprafilo, rammendo, cucitura dei bottoni, ecc.).

### Il Novecento
L'abbigliamento conobbe, nel XX secolo, una evoluzione straordinaria, ed una espansione produttiva e tecnologica senza pari. I due conflitti mondiali, ed i relativi dopoguerra, portano, dapprima, la crisi economica in molte nazioni: i materiali pregiati diventano appannaggio di pochissimi, mentre si diffondono quelli di recupero (lana riciclata, sughero per le scarpe). In seguito, con il miglioramento della situazione economica, si ha un sempre maggiore sviluppo dell'industria del vestiario, che introduce, oltre ad una grandissima scelta di nuovi prodotti (busti, tailleur, gonne, jeans, tute da sport tanto per citarne alcuni) anche la scelta di nuovi materiali frutto della tecnologia come le fibre artificiali e sintetiche, meno costose e adattabili a situazioni diverse (tecnofibra).

#### Le grandi innovazioni
Mentre fino all'Ottocento solo le famiglie più ricche potevano permettersi un guardaroba, che comunque era in media ristretto a tre-quattro capi ciascuno, nel secolo successivo si ha un cambiamento totale. L'industria dell'abbigliamento produce capi per le più disparate situazioni: sport (abbigliamento tecnico come tute da sci, da jogging, completi calcistici), alta società (pellicce), lavoro (camici, tute da lavoro), relax e vita quotidiana (pigiami)..

#### Le grandi case di moda
La vendita di prodotti di abbigliamento con precisa destinazione per le classi privilegiate si realizza nella nascita, in Francia ed Italia, delle case di moda: il fenomeno si allarga sempre di più man mano che le fasce più ricche della popolazione si rendono disponibili a spendere cifre altissime per un capo "firmato". Nascono così i fenomeni dei grandi stilisti, per lo più nelle città di Milano, Firenze e Roma, i cui capi sono contesi a cifre altissime durante le sfilate di moda, veri e propri eventi mediatici che riscuotono anche l'attenzione degli strati medi della società.

#### La diffusione mondiale
Il capo alla moda assume quindi importanza non solo come espressione di prestigio di pochi privilegiati, ma anche come elemento di appartenenza ad una determinata classe sociale, ad un determinato gruppo, ad una certa fascia di età. Benché la maggior parte della popolazione mondiale non si possa permettere l'acquisto di capi non strettamente necessari (ed una grossa fetta abbia difficoltà, o impossibilità, anche in questo) il costo medio di un capo di abbigliamento cala di molto (con il Prêt-à-porter), e la richiesta aumenta sempre di più, permettendo ad una quantità sempre maggiore di persone di vestirsi con comodità e di poter spendere in abbigliamento.

#### Il consumismo
Associata a questa grande diffusione del vestiario il Novecento vede la nascita del fenomeno del consumismo, e l'abbigliamento è sicuramente uno dei primi campi in cui si viene a manifestare questa tendenza. L'acquisto del bene materiale, in questo caso di un vestito, assume una importanza essenziale nella vita di molti individui, tanto più che i prezzi dei capi d'abbigliamento sono molto più accessibili di altri status symbol (automobili, case). La corsa all'acquisto di un bene materiale non per necessità, ma per seguire la sfrenata velocità con cui cambia la moda è pratica diffusa nella stragrande maggioranza della popolazione degli stati più ricchi del mondo. Il fenomeno consumistico trova nell'abbigliamento il suo culmine, perlomeno nel XX secolo, prima della diffusione delle nuove tecnologie (televisioni, console, cellulari, computer e altri accessori), avvenuta solo negli ultimi due decenni del secolo. Il vestiario è una delle voci primarie di spesa (escludendo quelle dei beni di prima necessità) di moltissime famiglie occidentali, soprattutto tra i giovani.
Le grandi case di moda si adattano al fenomeno estendendo la loro produzione a capi meno esclusivi, anche se di costo al di sopra della media, che diventano capi "di tendenza".

#### In Italia
Fenomeni di impoverimento etnografico, collegati alle mutate condizioni socio-economiche e all'affermazione di nuovi modelli culturali nell'Italia del '900 hanno fatto sì che l'uso corrente dell'abito tradizionale si affievolisse quasi a scomparire. Rimane ancora viva, in alcune comunità italiane, la consuetudine di vestire il costume tradizionale, indumento che si indossa in particolari occasioni.

## Tipi di capi di abbigliamento

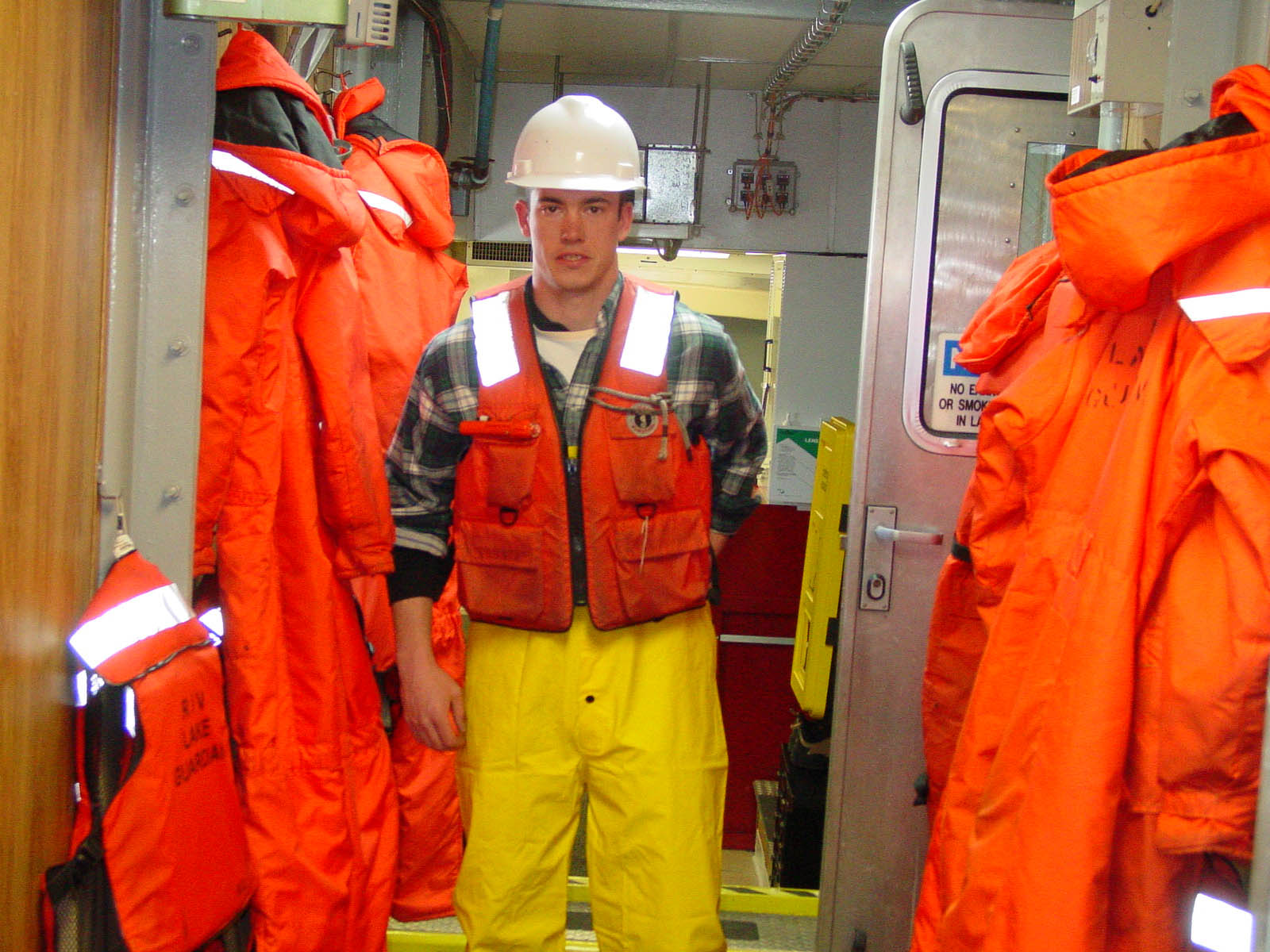
Indumenti ad alta visibilità - norme di conformità UNI EN 471

Di solito per "abbigliamento" si intende esclusivamente quella serie di oggetti che l'essere umano indossa, e non pratiche che contribuiscono a cambiare l'aspetto di un individuo. Quindi i casi in cui si decora il proprio corpo (trucco, cosmetic..) o si modificano caratteristiche fisiche (taglio e colorazione dei capelli/barba/baffi, tatuaggi e piercing), non costituiscono abbigliamento per sé. Analogo discorso vale per gli articoli che si portano anziché indossarli (come borse, ombrelli, bastoni), detti accessori.
L'uomo ha dimostrato un'inventiva estrema nel trovare nuove soluzioni di abbigliamento ai bisogni pratici e la distinzione fra vestiario e gli altri articoli protettivi non è sempre netta. Vedi, ad esempio: abbigliamento con aria condizionata, corazza, costume da bagno, tuta da apicoltore, tuta da motociclista, vestiario ad alta visibilità.

## Materiali impiegati

Diversi simboli dei tessuti per l'abbigliamento:
A) Pura lana vergine
B) Materie tessili naturali e sintetiche o non tessili
C) Cuoio/pelle
D) Cuoio/pelle rivestita
E) Altre materie

L'abbigliamento biologico consiste in capi di abbigliamento realizzati con fibre vegetali o con il vello di animali senza l'impiego di pesticidi e sostanze chimiche dannose per l'ambiente come per la salute di chi lavora il capo e di chi lo indossa.

### Materiali di origine vegetale
Le fibre di origine vegetale utilizzate per la realizzazione di indumenti sono classificate a seconda della loro provenienza. Tra i principali gruppi vi sono:
- Fibre liberiane, ricavate dal floema o libro della pianta (es. lino, canapa, kenaf, iuta, ramia, ortica comune, ginestra odorosa)
- Fibre da foglie (es. ananas, manilla, rafia)
- Fibre da semi (es. cotone, kapok, pioppo, calotropis)
- Fibre da frutto (es. luffa)
- Fibre da erba e canne (es. bambù, tortora)

#### Canapa
La canapa è ottenuta dal libro della Cannabis sativa ed è coltivata principalmente in Cina, che è anche il maggior produttore, Corea del Nord, Cile, Russia, Canada e in numerosi paesi europei, soprattutto in Francia. La fibra di canapa è più resistente di quelle in cotone, lino e ortica, ed è nota per la sua flessibilità, ipoallergenicità, omogeneità e resistenza a agenti atmosferici e raggi ultravioletti. Inoltre, è resistente alle muffe, ha proprietà antimicrobiche e eventuali tinture si scolorano difficilmente. Può essere utilizzata per la fabbricazione di diversi capi di abbigliamento, tra cui vestiti, jeans, borse, cappelli, scarpe e calze.

#### Cotone
Il cotone è una fibra ricavata dalla bambagia che avvolge i semi delle piante arbustive del genere Gossypium, originarie delle regioni tropicali e subtropicali. Utilizzato sin dal V millennio a.C. per la realizzazione di vestiti, è caratterizzato da morbidezza, durabilità, resistenza all'abrasione e buona traspirazione. Il cotone può essere inoltre soggetto a varie finiture per aumentarne la resistenza alle macchie, all'acqua e alle pieghe e può venire felpato nella realizzazione di indumenti più caldi.

#### Ginestra odorosa
La fibra di ginestra odorosa è ottenuta dal libro libro di Spartium junceum, originaria del Mediterraneo e delle Isole Canarie. In passato era utilizzata per la produzione di vestiti, ad esempio in Italia negli anni 1930 a seguito delle sanzioni economiche per la guerra d'Etiopia. Nel XXI secolo il suo utilizzo nel settore dell'abbigliamento è limitato.

#### Iuta
La iuta è una fibra che deriva libro delle piante del genere Corchorus. Alcune sue caratteristiche come il fotoingiallimento, la rigidità e la dispersione di fibre ne limitano l'uso come materiale per capi di vestiario. Tuttavia, nell'ambito dell'abbigliamento sostenibile sono in commercio borse e altri prodotti di iuta o di iuta in combinazione con altri tessuti.

#### Kenaf
Il kenaf proviene libro dell'Hibiscus cannabinus, ed è una fibra simile alla iuta. Sebbene utilizzato nel 4000 a.C. in Sudan e nella parte subtropicale dell'Africa per produrre tuniche e borse, il suo utilizzo odierno per la produzione di vestiti è limitato.

#### Lino

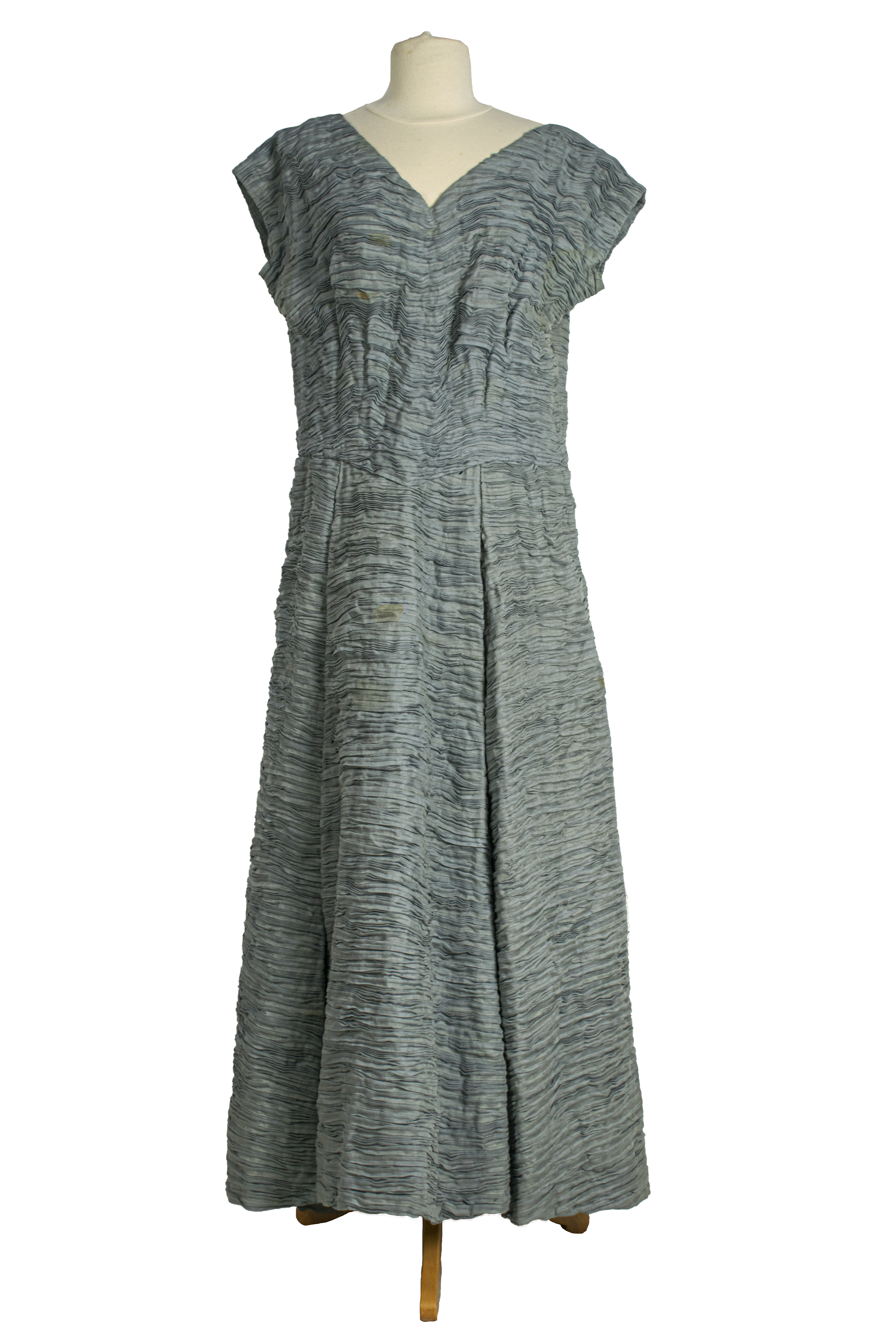
Vestito di lino da donna della stilista Sybil Connolly.

La fibra di lino deriva dal libro del Linum usitatissimum, variante domestica del Linum bienne, ed è utilizzato per la realizzazione di indumenti da circa 38 000 anni. La pianta cresce sia in climi freddi che caldi, e allo stato naturale può essere di colore écru, avorio, grigio e beige.
I tessuti in lino sono caratterizzati da una buona permeabilità all'aria, un'elevata igroscopicità, freschezza e morbidezza al tatto, e una bassa suscettibilità a raccogliere cariche elettrostatiche. Inoltre la presenza di lignina offre una protezione contro i raggi ultravioletti. Rispetto ai tessuti in cotone, ha una maggiore resistenza all’uso e conducibilità termica, ma minore elasticità. Viene utilizzato per la produzione di indumenti come pantaloni, gonne, giacche e maglie.

#### Manilla
La manilla è una fibra ottenuta dalla lavorazione delle foglie dell'abacà (Musa textilis). Nonostante la sua ruvidezza viene utilizzata da sola o in combinazione con altre fibre nella produzione di vari capi d'abbigliamento, tra cui alcuni abiti tradizionali filippini.

#### Ortica
La fibra di ortica deriva dal libro della Urtica dioica, ed è stata utilizzata per la realizzazione di vestiti sin dall'età del bronzo. I tessuti di ortica sono simili alla ramia e sono caratterizzati da alta tenacità di rottura, morbidezza e flessibilità. Nonostante l'interesse commerciale e scientifico per gli usi dell'ortica nell'abbigliamento, non esiste ancora un mercato su larga scala per i vestiti di questo materiale.

#### Piña
La piña, ovvero la fibra ottenuta dalle foglie dell'Ananas, è caratterizzata da una buona permeabilità all'aria e all'acqua, lucentezza e resistenza, anche se è meno morbida del lino o del cotone. È utilizzata soprattutto nelle Filippine in combinazione con altre fibre nella realizzazione di vestiti tradizionali come il barong tagalog.

#### Rafia
La rafia è un tipo di fibra proveniente dalle foglie delle palme del genere Raphia. Utilizzata nella produzione di vestiti in Africa nella cultura Kuba, viene tuttora impiegata nella realizzazione di vestiti, borse, copricapi, scarpe e accessori da donna.

#### Ramia
La ramia è estratta dal libro della Boehmeria nivea, è di colore bianco e si distingue per una particolare lucentezza, per la sua resistenza a batteri, muffe e insetti, per resistenza e lunghezza superiore a quella di altre fibre vegetali. Tuttavia, è anche caratterizzata da una scarsa resilienza, elasticità e resistenza all'abrasione. È particolarmente apprezzata per gli abiti estivi per le sue capacità assorbenti.

## Impiego come protezione

### Protezione termica
La protezione termica si riferisce alla capacità dei materiali e dei capi di abbigliamento di isolare il corpo dal freddo e trattenere il calore corporeo, riducendo la dispersione termica verso l'ambiente esterno. Questo tipo di abbigliamento è utilizzato in vari contesti, come nelle attività all'aperto (escursionismo, sci, alpinismo) e in ambienti di lavoro freddi (come quelli nell'industria e nei settori che operano in condizioni rigide).
I materiali e le tecniche utilizzate per creare abbigliamento termico si basano su due principi fisici principali:
1. Isolamento termico: i materiali devono essere in grado di trattenere l'aria calda vicino al corpo, riducendo la conduzione e la convezione del calore verso l'esterno. L'aria, infatti, è un ottimo isolante termico, e i materiali che la intrappolano sono ideali per la protezione dal freddo.
2. Traspirabilità: sebbene l'obiettivo principale sia mantenere il calore, è altrettanto importante che i materiali siano traspiranti, ovvero che permettano la fuoriuscita dell'umidità corporea (sudore) per evitare che l'abbigliamento diventi troppo umido e perda la sua capacità termica.[56]

#### Materiali principali per la produzione termica
- Fibra naturale[57]:
  - Lana (specialmente merino) è molto efficace per regolare la temperatura e mantenere il calore.
  - Seta, anche se meno comune, è leggera e con una buona protezione termica.
- Fibra sintetica:
  - Poliestere e nylon sono leggeri, resistenti e ottimi per trattenere il calore.
  - Materiali termici sintetici come Primaloft e Thinsulate sono progettati per essere caldi anche in condizioni di umidità.
- Piumino: è uno dei materiali più leggeri e caldi, ma perde di efficacia quando è bagnato.
- Materiali impermeabili e traspiranti (come Gore-Tex) proteggono dal freddo esterno, mantenendo il corpo asciutto.

#### Strati
- Strato base (Layer 1): è il primo strato che entra a contatto con la pelle ed è progettato per traspirare e mantenere la pelle asciutta. I materiali comuni per lo strato base includono lana merino, polipropilene o poliestere. Questo strato aiuta a trasferire l'umidità lontano dalla pelle, riducendo la possibilità di raffreddamento.
- Strato intermedio (Layer 2): il secondo strato è responsabile per isolare e trattenere il calore corporeo. I materiali più utilizzati per questo strato sono pile, fleece e lana. Questo strato fornisce calore senza compromettere troppo la traspirabilità.
- Strato esterno (Layer 3): il terzo strato è destinato a proteggere dagli agenti atmosferici come vento, pioggia e neve. Si tratta solitamente di giacche e pantaloni impermeabili o resistenti all'acqua, spesso realizzati in Gore-Tex o materiali simili. Questo strato è cruciale per mantenere la protezione dal freddo, senza compromettere la capacità di traspirazione.[58]

#### Tecnologie avanzate
Negli ultimi anni, l'industria dell'abbigliamento tecnico ha sviluppato diverse tecnologie innovative per migliorare la protezione termica:
- Tecnologie di riscaldamento attivo: alcuni indumenti includono elementi riscaldanti alimentati a batteria, utilizzati in giacche e guanti per sport invernali, escursionismo e lavoro all'aperto in climi rigidi.
- Rivestimenti riflettenti: alcuni capi d'abbigliamento termico sono dotati di rivestimenti riflettenti che riflettono il calore corporeo, migliorando l'efficienza termica. Un esempio è il materiale Thermolite che contiene microfibre che catturano l'aria calda e la riflettono verso il corpo.[59]

#### Termometria
La resistenza termica degli indumenti varia in base al materiale, allo spessore e alla trama. I genere la trasmittanza termica g varia da oltre 1.7 W/m²K per abiti molto isolanti a circa 6.45 W/m²K che corrisponde nella letteratura tecnica alle resistenza specifica di 1clo (dall'inglese clothes), per l'abbigliamento estivo, fino all'infinito ovviamente nel caso del corpo nudo. In base a questo dato si può dedurre a priori la temperatura di equilibrio della pelle Ts, conoscendo quella ambientale Ta, la diffusività termica α del corpo e la sua superficie:
{\displaystyle T_{s}=T_{a}+{\frac {\alpha }{g}}(T_{a}-T_{o})}
Viceversa si può scientificamente predire quale sarà la trasmittanza termica:
{\displaystyle g={\frac {\alpha S(T_{a}-T_{o})}{T_{s}-T_{a}}}}.
Il rendimento conduttivo dell'indumento quantifica la riduzione di scambio che effettua l'abito attraverso la sola trasmittanza rispetto a quello migliore che avverrebbe anche attraverso la convezione e l'irraggiamento, rappresentati dalla diffusività:
{\displaystyle \eta ={\frac {T_{a}-T_{o}}{T_{s}-T_{o}}}={\frac {1}{1+{\frac {T_{s}-T_{a}}{T_{a}-T_{o}}}}}={\frac {g}{g+\alpha }}}.
Naturalmente il corpo nudo ha rendimento conduttivo dell'indumento unitario, mentre un isolante perfetto avrebbe un rendimento conduttivo nullo.

### Protezione dalle intemperie
La protezione dalle intemperie nell'abbigliamento si riferisce alla capacità dei capi di abbigliamento di difendere il corpo dagli agenti atmosferici esterni come pioggia, neve, vento e freddo. Questi indumenti sono progettati per mantenere il corpo asciutto, protetto dal vento e caldo, garantendo comfort e sicurezza in condizioni climatiche avverse. La protezione dalle intemperie è cruciale in attività all'aperto come escursioni, sport invernali, alpinismo e in ambienti di lavoro in condizioni difficili.

#### Principali fattori di protezione dalle intemperie
- Impermeabilità: la capacità di resistere all'acqua per evitare che la pioggia o la neve bagnino l'abbigliamento. Gli indumenti impermeabili sono spesso realizzati con materiali speciali come Gore-Tex, eVent e SympaTex, che impediscono all'acqua di penetrare, ma permettono comunque alla sudorazione di fuoriuscire, evitando che l'umidità interna danneggi l'isolamento termico.
- Resistenza al vento: gli strati esterni dell’abbigliamento devono bloccare il vento, evitando che il corpo perda calore rapidamente. Il vento può accelerare il raffreddamento del corpo, quindi l'abbigliamento deve essere progettato con materiali che impediscano il passaggio dell'aria fredda, come il nylon, poliestere e tessuti specifici anti-vento.
- Isolamento termico: per proteggere dal freddo estremo, è necessario un buon isolamento che impedisca la perdita di calore corporeo. Materiali come il piumino (leggero e caldo) e i materiali sintetici termici (come Primaloft e Thinsulate) vengono utilizzati per trattenere il calore corporeo, mantenendo la temperatura ideale anche in condizioni di freddo intenso.
- Traspirabilità[61]
- Resistenza alla neve e alla pioggia: in ambienti nevosi o piovosi, l'abbigliamento deve essere progettato per prevenire l'assorbimento dell'umidità e rimanere asciutto. Le giacche, i pantaloni e le tute da neve sono solitamente trattati con rivestimenti idrorepellenti(DWR - Durable Water Repellent) che respingono l'acqua e impediscono l'accumulo di neve.

#### Tipologie di abbigliamento
- Giacca impermeabile e antivento: le giacche impermeabili e anti-vento sono un elemento essenziale per chi affronta il freddo e il vento. Queste giacche sono spesso dotate di cappucci regolabili, polsini elasticizzati e orli regolabili per evitare che il vento penetri dall'alto o dal basso.[62]
- Pantaloni impermeabili: come le giacche, anche i pantaloni da pioggia o da neve devono essere impermeabili e resistenti al vento. Spesso sono realizzati con materiali leggeri, ma robusti, e possono essere dotati di ventilazioni o cerniere laterali per migliorare la traspirabilità durante attività intense.
- Tute da neve e da sci: per le attività invernali, come lo sci o l'alpinismo, le tute devono combinare isolamento termico e impermeabilità. Queste tute proteggono da neve e pioggia e sono progettate per rimanere asciutte anche in condizioni di freddo estremo.
- Guanti e cappelli: guanti impermeabili e cappelli con materiali resistenti all'acqua e al vento sono essenziali per mantenere la temperatura corporea stabile, in particolare in ambienti nevosi o umidi. Materiali come Gore-Tex e pile sono comunemente usati per questi accessori.
- Scarpe da trekking e da neve: le scarpe da trekking o le scarponi da neve devono essere impermeabili, con un buon isolamento termico e una suola antiscivolo. Spesso sono dotati di membrane impermeabili e materiali che trattengono il calore senza compromettere la traspirabilità.

#### Tecnologie avanzate
- Membrane impermeabili e traspiranti: tecnologie come Gore-Tex, eVent e SympaTex offrono un doppio vantaggio: impermeabilità e traspirabilità. Queste membrane sono progettate per proteggere l'utente dalle intemperie, ma al contempo consentono al sudore di uscire, mantenendo il corpo asciutto e prevenendo il surriscaldamento.[63]
- Rivestimenti idrorepellenti: DWR (Durable Water Repellent) è un trattamento che viene applicato su materiali esterni come tessuti e tessuti sintetici per renderli idrorepellenti. Questo trattamento aiuta a prevenire l'assorbimento di acqua, facendo scivolare via la pioggia e la neve dalla superficie.[64]
- Tecnologie di riscaldamento attivo: alcuni capi d'abbigliamento, come giacche e guanti, sono dotati di elementi riscaldanti alimentati a batteria. Questi dispositivi riscaldano attivamente l'indumento, mantenendo il corpo caldo anche in condizioni estremamente fredde.
- Materiali leggeri e altamente performanti: le nuove tecnologie hanno portato allo sviluppo di materiali estremamente leggeri ma con elevate proprietà di protezione contro il vento e l'umidità. Ad esempio, materiali come il Pertex o il Polartec combinano leggerezza, resistenza e alta prestazione.

## Impiego sportivo
Nel campo sportivo le funzioni dei capi d'abbigliamento possono variare notevolmente implicando l'utilizzo di una vasta gamma di materiali e tecniche di lavorazione differenti. Negli sport più ampiamente praticati come corsa, calcio, tennis, ciclismo, pallacanestro e pallavolo gli indumenti specifici (chiamati in gergo vestiti tecnici) sono molto utili per la termoregolazione del corpo, per tenere a bada la sudorazione, per non irritare la cute in seguito ad un contatto prolungato ed occasionalmente, attraverso aggiunta di ulteriore materiale in superficie, per ridurre le abrasioni o l'impatto di colpi bruschi e rapidi. Sono preferiti dagli atleti capi in fibra sintetica, inorganica e artificiale ma nella minor parte dei casi anche organica; questo è dovuto alle superiori capacità meccaniche possedute dalle fibre industriali, difficilmente superabili da quelle naturali. Esempi pratici di fibre sintetiche sono poliestere ed elastam mentre alcune naturali sono spugna e cotone. In ambienti e in stagioni afose si predilige la traspirabilità e la leggerezza per permettere la dispersione del calore corporeo mentre in ambienti molto umidi, per quanto la traspirabilità sia una necessità costante, si punta sul mantenimento di una temperatura corporea stabile.

## Impiego sociale
L'esigenza estetica consiste nel valorizzare ed attualizzare il concetto personale o collettivo del "bello", attraverso il modo di abbigliarsi.
Tutto questo si esprime nel valorizzare, con l'abbigliamento, le parti più "belle" del nostro corpo, e a migliorare quelle meno belle o meno apparenti.
I messaggi sociali inviati dall'abbigliamento, accessori, decorazioni possono riguardare e coinvolgere il ceto sociale, occupazione, convinzioni religiose ed etniche, stato civile ecc. Le persone devono però conoscere il codice che sottintende al messaggio comunicato, per poterlo pienamente riconoscere.

### Ceto sociale
In molte società, le persone di alto ceto sociale indossano speciali capi d'abbigliamento o per decorazione per sé stessi come proprio status symbol. In tempi antichi, soltanto i senatori Romani potevano indossare vesti tinti con porpora di Tiria; soltanto altolocati capi Hawaiani possono indossare mantelli di piume e palaoa o denti di balena intagliati. Sotto il regno Travancore di Kerala (India), le donne di basso ceto devono pagare una tassa per il diritto di coprire la parte superiore del corpo. In Cina prima della proclamazione della repubblica Cinese, solamente l'imperatore poteva vestirsi di giallo. In molti casi durante tutta la storia ci sono stati sistemi elaborati di leggi riassuntive per regolare chi poteva indossare determinati abiti.
Nelle altre società (compreso quelle più moderne), nessuna legge proibisce alle persone di basso ceto d'indossare abiti di ceto alto, ma l'alto costo in effetti ne limita l'acquisto e l'esposizione. Nella moderna società occidentale, soltanto i ricchi possono permettersi l'alta moda. Il pericolo di ostracismo sociale può anche limitare la scelta degli abiti.

### Occupazione
I militari, poliziotti, e vigili del fuoco di solito portano le uniformi, come pure i lavoratori in molte fabbriche.
Gli scolari spesso indossano la divisa scolastica, mentre gli studenti alle scuole superiori e università possono indossare divise accademiche. Gli appartenenti a gruppi religiosi possono portare uniformi note come il saio e la tonaca. Talvolta un singolo capo di vestiario o singolo accessorio può rivelare l'occupazione o mansione della persona che l'indossa; per esempio, l'alto cappello da chef indossato dai capocuochi.

### Etnica, politica, religione
In molte regioni del mondo, i costumi nazionali e gli stili dell'abbigliamento e ornamenti rivelano l'appartenenza ad un certo villaggio, casta, religione, ecc.
Uno scozzese mostra il suo clan tramite il suo tartan. Le donne musulmane possono portare un hijab come espressione della loro religione. Un uomo Sikh può, indossando il turbante, rivelare la sua appartenenza religiosa. Una contadina francese può indicare il suo villaggio con il suo berretto o la cuffia.
Un abbigliamento può inoltre esprimere il dissenso dalle norme culturali e al conformismo, come pure indicare indipendenza. Nell'Europa del XIX secolo, artisti e scrittori vissero la vie de Bohème e si vestirono per stupire: George Sand in abiti maschili, femministe con bloomer, artisti in gilè di velluto e foulard appariscenti. Bohemian, beatnik, hippy, goth, punk e skinhead hanno continuato la tradizione nel XX secolo.

### Stato civile
Le donne Hindu, una volta sposate, si decorano la scriminatura dei capelli con il sindur, un cosmetico tradizionale preparato con una polvere di colore rosso-vermiglione; se vedove, abbandonano il sindur e i gioielli e indossano un semplice abito bianco. Gli uomini e le donne occidentali possono portare anelli o fedi ad indicare lo stato maritale.

### Emancipazione
Facendo riferimento in particolare agli anni sessanta l'abbigliamento assume una grande carica simbolica in relazione al nascente fenomeno del femminismo. Se la minigonna esprime la libertà femminile, il diritto di mostrare e gestire autonomamente il proprio corpo, il diritto di non essere discriminate da una società maschilista si manifesta nell'atteggiamento e nell'abbigliamento (jeans, ma non solo), da parte di molte donne, specialmente giovani.

## Produzione e mercato

### Produzione
La produzione di abbigliamento coinvolge vari passaggi, dall'approvvigionamento delle materie prime alla manifattura e alla distribuzione dei capi finiti. I principali fattori che influenzano la produzione sono

#### Materie prime
Le materie prime per l'abbigliamento comprendono una vasta gamma di materiali, tra cui:
- Fibra naturale: cotone, lana, seta, lino.
- Fibra sintetica: poliestere, nylon, elastan, acrilico.
- Fibra mista: combinazioni di fibre naturali e sintetiche per ottenere specifiche caratteristiche (resistenza, elasticità, leggerezza).

La scelta dei materiali dipende dal tipo di abbigliamento, dal costo e dalla sostenibilità.

#### Processi di produzione
- Tessitura e filatura: Le fibre vengono trasformate in filati e tessuti attraverso vari processi come la tessitura o la maglieria.
- Cucitura e confezionamento: Il tessuto viene tagliato, cucito e trasformato nei vari capi di abbigliamento. Questo processo avviene spesso in paesi con costi di manodopera relativamente bassi (ad esempio, in Asia o in alcuni paesi dell'Africa e dell'America Latina).
- Finitura e trattamento: I capi possono essere trattati con tinture, lavaggi, e finiture per migliorarne l'aspetto e le caratteristiche (resistenza, morbidezza, ecc.).[75]

#### Localizzazione della produzione
Molte aziende di abbigliamento, in particolare quelle che producono in grandi volumi, si rivolgono a paesi in via di sviluppo dove i costi di produzione sono più bassi. Paesi come la Cina, il Bangladesh, il Vietnam, la India, e il Pakistan sono tra i principali centri di produzione dell'industria dell'abbigliamento.
Tuttavia, negli ultimi anni, c'è stata una crescente attenzione alla sostenibilità e all'etica nella produzione, spingendo alcune aziende a rivedere le loro catene di approvvigionamento e a considerare la produzione locale o a basso impatto ambientale.

### Mercato
Il mercato dell'abbigliamento è caratterizzato da una vasta gamma di segmenti e tendenze. Alcuni dei principali aspetti del mercato includono:

#### Segmentazione del mercato
- Fast Fashion: il modello di business delle grandi catene come Zara, H&M, e Uniqlo, che producono capi di abbigliamento trendy a prezzi bassi e li immettono rapidamente sul mercato. Il fast fashion ha portato ad un cambiamento radicale nel modo in cui consumiamo l'abbigliamento, ma è anche stato criticato per il suo impatto ambientale e la condizione di lavoro nelle fabbriche.[77]
- Abbigliamento di lusso: marchi come Gucci, Louis Vuitton, Chanel, e Prada si concentrano su abbigliamento esclusivo e di alta qualità, destinato a un mercato di nicchia ad alta capacità di spesa.[78]
- Abbigliamento sportivo e athleisure: brand come Nike, Adidas, e Lululemon stanno cavalcando l'onda dell'athleisure, con capi che si adattano sia alla palestra che alla vita quotidiana.
- Sostenibilità e moda etica: il crescente interesse per la moda sostenibile ha portato alla creazione di marchi che puntano su materiali ecologici, filiere trasparenti e pratiche di produzione etiche (come Patagonia, Stella McCartney, Reformation).[79]

#### Evoluzione delle preferenze dei consumatori
- Moda veloce e cicli brevi: la domanda di capi di abbigliamento sta cambiando rapidamente, con consumatori che cercano nuovi stili a prezzi accessibili. La "fast fashion" ha reso l'abbigliamento più accessibile e conveniente, ma al contempo ha aumentato l'impatto ambientale e ha accelerato i cicli di consumo.
- Moda personalizzata e su misura: c’è un crescente interesse per la personalizzazione nell'abbigliamento. Alcuni marchi offrono opzioni per creare capi unici, sia tramite design personalizzati che tramite nuove tecnologie come la stampa 3D.[80]
- E-commerce: la vendita online è in continua espansione, con piattaforme come Amazon, ASOS, e Zalando che dominano il mercato. Le boutique online offrono anche abbigliamento esclusivo e di nicchia.[81]

#### Globalizzazione e digitalizzazione
- Brand globali e produzione globale: il mercato dell'abbigliamento è diventato sempre più globalizzato, con marchi che operano in diverse regioni del mondo e utilizzano catene di approvvigionamento internazionali.
- Social media e influencer: le piattaforme come Instagram, TikTok, e YouTube hanno reso più facile per i marchi promuovere i propri prodotti attraverso influencer e fashion blogger. Questo ha creato nuove dinamiche di marketing e una cultura consumistica influenzata dai social media.
- Sostenibilità e trasparenza: le aziende sono sempre più sotto pressione per migliorare la sostenibilità delle loro operazioni. C'è una crescente domanda di trasparenza sui processi di produzione e sui materiali utilizzati.

#### Tendenze future
- Moda sostenibile e circolare: La moda circolare sta guadagnando terreno, con un focus sulla riduzione degli sprechi e sul riciclo dei materiali. La moda rigenerativa e l'adozione di tessuti biologici e riciclati sono tra le principali tendenze.[82]
- Intelligenza artificiale e personalizzazione: le tecnologie emergenti, come l'AI e la realtà aumentata (AR), stanno trasformando il modo in cui i consumatori scelgono i vestiti, con esperienze di acquisto virtuali e assistenza tramite chatbot.[83][84]